# Borzysław-Kolonia
Borzysław-Kolonia [bɔˈʐɨswaf kɔˈlɔɲa] là một khu định cư ở khu hành chính của Gmina Tychowo, thuộc quận Białogard, West Pomeranian Voivodeship, ở phía tây bắc Ba Lan. Nó nằm khoảng 6 kilômét (4 mi) phía tây Tychowo, 17 km (11 mi) về phía đông nam của Białogard và 120 km (75 mi) về phía đông bắc của thủ đô khu vực Szczecin.